# Marathon (New York)
Marathon è un comune degli Stati Uniti d'America, situato nello Stato di New York, nella contea di Cortland.

## Monumenti e luoghi d'interesse
Nel centro della cittadina si trova l'Edificio Tarbell, un tipico esempio di stile Regina Anna applicato a un edificio commerciale.